# Tsuneo Kobayashi
Pour les articles homonymes, voir Kobayashi.
Ne doit pas être confondu le réalisateur japonais Tsuneo Kobayashi (ja) (1911-1991).
Tsuneo Kobayashi (小林常夫, Kobayashi Tsuneo), né en 1965 dans la préfecture de Kanagawa et mort en mai 2015, est un réalisateur japonais d'anime.
Ses réalisations sont pour la plupart des romances ou qui visent, de manière plus générale, un public féminin, à l'exception notable de sa première réalisation, Nintama Rantarō, qui vise un jeune public et sa dernière, Kurokami, qui est davantage orientée action-fantastique.

## Biographie
À la fin des années 1980, Tsuneo Kobayashi intègre le studio Ajiadō, spécialisé dans la série d'animation pour enfants, où il travaille en tant que storyboarder. C'est là qu'il rencontre Mitsuru Hongō, avec qui il travaillera fréquemment par la suite. En 1996, il réalise son premier film, Nintama Rantarō, dérivé de la série fleuve du même nom et produit par Ajiadō. Après ce film, Kobayashi travaille pour de nombreux studios dont notamment TMS Entertainment sur les OAV Glass no Kamen qu'il réalise en 1998. À partir de 2001, il collabore uniquement avec le studio Pierrot avec qui il réalise les séries Gals! (2001-2002), Les 12 royaumes (2002-2003), Midori Days (2004), Victorian romance Emma (2005) et sa suite Emma - A Victorian Romance: Second Act (2007). Il devient alors l'un des réalisateurs fétiche du studio, au côté de Hayato Date et Noriyuki Abe. Mais fin 2007, sa collaboration avec Pierrot prend fin et Kobayashi réalise alors plusieurs storyboards pour différents studios puis réalise à nouveau une série, Kurokami, pour le compte de Sunrise en janvier 2009.

## Filmographie

### Série TV

#### Scénariste
- 1989-1991 : Chimpui
- 1990-1992 : Chibi Maruko-chan
- 1992-1993 : Yadamon
- 1992-1993 : O~i! Ryōma
- 1993 : Miracle Girls
- 1994-1995 : Nintama Rantarō
- 1994-1995 : Karaoke Senshi Mike-tarou
- 1994-1995 : Magical Circle Guru Guru
- 1995-1999 : Chibi Maruko-chan TV2
- 1995-2002 : Doreamon
- 1996-1998 : YAT Anshin! Uchū Ryokō
- 1999 : Tenshi ni Narumon!
- 1999-2001 : Kyoro-chan
- 2000 : NieA 7
- 2001 : Chikyū bōei kazoku
- 2005-2006 : Chocola et Vanilla
- 2005-2006 : Immortal Grand Prix (en)
- 2007-2008 : Deltora Quest
- 2007-2009 : Blue Dragon
- 2007-2008 : KimKiss
- 2008 : Shigofumi
- 2008 : Nabari no Ō
- 2009-2010 : To Aru Kagaku no Railgun
- 2009-2010 : Letter Bee
- 2010 : Ōkami-san
- 2010 : Letter Bee Reverse
- 2010-2011 : To aru majutsu no Index II
- 2011 : Steins;Gate

#### Réalisateur
- 2001-2002 : Gals!
- 2002-2003 : Les 12 royaumes
- 2004 : Midori Days
- 2005 : Victorian romance Emma
- 2007 : Emma - A Victorian Romance: Second Act
- 2009 : Kurokami

### Films

#### Scénariste
- 1998 : Doreamon et les pirates des mers du sud
- 2008 : Crayon Shin-chan: Chō Arashi wo Yobu Kinpoko no Yūsha

#### Réalisateur
- 1996 : Nintama Rantarō le film
- 2014 : Naruto Shippuden: The Last

### OAV
- 1998-1999 : Glass no Kamen
- 2007 : Les petites fraises - OAV